# Kirton in Lindsey
Kirton in Lindsey är en stad och civil parish i North Lincolnshire i Lincolnshire i England. Orten har 3 231 invånare (2011). Byn nämndes i Domedagsboken (Domesday Book) år 1086, och kallades då Chircheton(e)/Circeton.